# Christophe Langlois
Compléments
Sélection Prix Goncourt de la nouvelle 2015.
Sélection Prix Apollinaire 2024.
Christophe Langlois est un poète et écrivain français né en 1973 à Gisors (Eure).

## Biographie
Christophe Langlois, de mère allemande et de père français, est l'auteur d'une quarantaine de nouvelles à caractère fantastique, de trois recueils de poèmes, d'un roman et de deux essais.
Il est conservateur de la Bibliothèque littéraire Jacques-Doucet lorsque survient le scandale de la gestion du legs Bélias fait à cette bibliothèque.

## Œuvres

### Poésie
- L'amour des longs détours, Gallimard, coll. « Blanche », 2014, 120 p. (lire en ligne)
- Seconde innocence, Paris, Gallimard, coll. « Blanche », 2019, 119 p.
- Dans le visible, Paris, Gallimard, coll. « Blanche », 2023, 144 p.

### Nouvelles
- Boire la tasse, Talence, L'Arbre vengeur, 2011, 204 p. (Grand prix de l'Imaginaire nouvelle francophone 2012[4]), nouvelle édition en 2021
- Finir en beauté, Talence, L'Arbre vengeur, 2014, 297 p.
- Couper les ponts, Talence, L'Arbre vengeur, 2024, 290 p.

### Roman
- Dieu en automne : Paris, septembre 1792, Paris, Cerf, 2017, 390 p.

### Essais
- La dictature du partage : éloge de l'incommunicable, Bruxelles/Paris, Lessius, 2015, 112 p.
- Ni le jour ni la nuit : face à Guernica de Picasso, Namur (Belgique)/Paris, Lessius, 2017, 85 p.

### Publications en revue (poésie)
- Frères du jour, Lièvrerie, Revue Jointure, juin 2012.
- Chapelle des pluies : sentences, Conférence, no 35, octobre 2012, pp. 235–240.
- Chemin de chevet, Recours au poème (revue en ligne), février 2013.
- La Maison des heures, Nunc, no 29, février 2013, pp. 104–109.
- Impossible à entendre, Conférence, no 37, octobre 2013, p. 335-339.
- Pierre d’homme, Nunc, no 34, octobre 2014, p. 100-104.
- Discours de réception du prix Labbé remis à la Librairie Tropismes, à Bruxelles : « Se laisser faire par l’amour », Nunc, no 38, février 2015, p. 99-103.
- Lettre après le temps, La Nouvelle Revue Française, no 612, avril-juin 2015.
- Chant de Jonas, Nunc, no 42, juin 2017, p. 104-110, Dix-huit poèmes accompagnés de dessins de Thomas Bouquet.
- L’enfance du monde, Arpa, no 119, juin 2017, p. 11-14.
- « Rien en travers de mon chemin (poème) » (poèmes), Conférence, no 47,‎ hiver 2018 - printemps 2019, p. 165-180 (lire en ligne)
- Seconde innocence : discours de réception du Prix international de poésie francophone Yvan Goll 2019, Cahiers de l'Association Les Amis de Milosz, no 59, 2020, p. 73-80.
- Dans le visible (inédits), Europe, no 1109-1110, septembre-octobre 2021, p. 254-258.

### Articles, préfaces et recensions
- L'accès au patrimoine spirituel de l'humanité, Bulletin des Bibliothèques de France, tome 55-56, no 1, janvier 2010, p. 6-14.
- Jacques Abeille, Les Jardins statuaires, Études, avril 2011, n.414/4.
- Jean-Pierre Denis, Dans l’éblouissant oubli, Nunc, juillet 2011, n.24, p. 118-120.
- Jacques Abeille, Les Barbares, Études, octobre 2011, n.415/4.
- Tranströmer, Œuvres complètes, « L’amour de la distance », Études, avril 2012, n.416/4
- « Tranströmer, l'enveloppement précaire » », Nunc, no 27,‎ juin 2012, p. 38–41.
- Xavier Grall, L’Inconnu me dévore, n.236 Brest, Terre de brume, 2011, 104 p., Revue Christus, no 236, octobre 2012.
- Eric Faye, Devenir immortel, et puis mourir, Paris, José Corti, 2012, 208 p., Etudes, tome 417, no 5, novembre 2012.
- « Paul Claudel, lettres inédites à Alfred Baudrillart », Revue des deux Mondes, no 1,‎ janvier 2013, p. 19–39.
- Ann Beattie, Promenades avec les hommes (trad. de l'anglais par A. Rabinovitch), Paris, Christian Bourgois, 2012, 112 p., Etudes, tome 418, no 2, février 2013, p. 266-267.
- Hermann Hesse, La Leçon interrompue (trad. de l'allemand par E. Beaujon), Paris, Calmann-Lévy, 2012, 238 p., Etudes, tome 418, no 6, juin 2013, p. 840.
- Emmanuel Godo, Un prince, Paris, DDB, 2012, 96 p., Revue Christus, no 239, juillet 2013, p. 125-126.
- Jean-Pierre Lemaire, Faire place, éd. Gallimard, 2013, « Lemaire, la vie livrée », Nunc, no 32, février 2014, p. 78-81.
- Les contorsions du verbe : peut-on encore parler simplement ? Revue Christus, no 244, octobre 2014.
- Voir de loin ou brûler, Nunc, no 36, juin 2015, Dossier Jean-Pierre Lemaire, p. 39-44.
- Milosz, l'imminent, éd. Les Amis de Milosz, Cahiers de l'association no 55, 2016, p. 56-71. (Discours prononcé à Fontainebleau, à l'Hôtel de l'Aigle noir, le 29 mai 2016).
- Yves Roullière, La vie longue à venir,éd. Atopia, Arpa, no 119, juin 2017, p. 78-79, et Revue Christus, no 254, avril 2017
- Sophie Cassagnes-Brouquet, De moi pauvre je veux parler : vie et mort de François Villon, éd. Albin Michel, 2016, 350 p., Revue Christus, no 255, juillet 2017.
- Claude Tuduri, L’Arbre au fond de la jetée, éd. Tituli, 2016, 118 p., Revue Christus, no 255, juillet 2017.
- Philippe Charpentier de Beauvillé, Dieu a le temps : pour une spiritualité et une pastorale du temps, éd. Médiaspaul, 2016, 184 p., Revue Christus, no 257, janvier 2018.
- Ossip Mandelstam, Œuvres complètes éd. bilingue, trad. Jean-Claude Schneider, Le Bruit du temps/la Dogana, 2017, Etudes, juillet/août 2018.
- Soyez dans la joie et l’allégresse : exhortation apostolique du pape François sur l’appel à la sainteté dans le monde actuel, éd. présentée et annotée sous la direction de la revue Christus et de Lessius, éd. Lessius, 2018. En collaboration avec Anne Claire Langlois, commentaire du chapitre V « Combat, vigilance et discernement », p. 123-135.
- « "Et pourtant je vis": Mandelstam », Nouvelle revue française, no 633,‎ novembre 2018 (présentation en ligne)
- « Zone sous le vent : poèmes de Liu Xia traduits par Fougère avec Christophe Langlois », Europe Revue littéraire mensuelle, nos 1077-1078,‎ janvier-février 2019, p. 190-194.
- Rémy Campos, Debussy à la plage, La Nouvelle Revue Française, no 634, janvier 2019, p. 113-118.
- Une œuvre de silence : le fonds Milosz à la Bibliothèque littéraire Jacques Doucet, Actes du colloque "O.V. de L. Milosz, l'intouchable solitude d'un étranger", éd. Les Amis de Milosz, 2019, p. 461-483.
- Les dons simples de Tagore, La Nouvelle Revue Française, no 635, mars 2019, p. 105-113.
- Gide et Saint-John Perse en quête de Tagore, Épistolaire, no 45, décembre 2019, Actes du colloque "André Gide dans ses lettres", Honoré Champion, 15 p.
- Là où le moi n'est plus et l'âme est guérie, La Nouvelle Revue Française, no 645, décembre 2020, p. 42-49.
- Le mystère Akhmatova, Arpa, no 131, juin 2021.
- Nul ne l'a jamais vu : Jawlensky, La Nouvelle Revue Française, no 650, septembre 2021, p. 125-135.
- L'art du balbutiement, La Nouvelle Revue Française, no 651, novembre 2021, p. 55-61.
- D'un pas de flamme, de Marina Poydenot (recension) Arpa, no 133-134, décembre 2021.
- Graduel de Jean-Pierre Lemaire (recension), La Nouvelle Revue Française, no 652, janvier 2022.
- Sisley et Jeanne à la passerelle. Découverte d’une photographie inédite d’Alfred Sisley, Revue de l'art, 2024/1 (no 223), p. 76-77.

### Publications scientifiques et préfaces
- Robert Desnos, Sommeils, préface « Doubler la vie » de Christophe Langlois, Paris, Gallimard, coll. « Poésie/Gallimard », 2022, 200 p., 108 × 178 mm  (ISBN 9782072950421).
- O.V. de L. Milosz, Œuvres, édition de Christophe Langlois et Olivier Piveteau, (préface de Christophe Langlois), Paris, Gallimard, coll. Quarto, 2024, 1280 p., 140 × 205 mm  (ISBN 9782072948862).